# Wolfgang Ehrenberger
Wolfgang Dieter Ehrenberger (* 1941 in Mährisch-Trübau) ist ein deutscher Informationswissenschaftler.

## Leben
Ehrenberger studierte Elektrotechnik und Nachrichtentechnik an der TH München, der heutigen Technische Universität München. Nach seinem Diplom 1966 war er zunächst als Entwicklungsingenieur bei Siemens im Zentrallabor für Nachrichtentechnik in München tätig. Von 1968 bis 1984 war er als Wissenschaftler an der TU München und später Gruppenleiter bei der Gesellschaft für Reaktorsicherheit in Garching. Forschungsschwerpunkt war die Genehmigung von Rechnern in Sicherheitsanwendungen in Kernkraftwerken. 1971 wurde Ehrenberger mit einer Arbeit über Hybridrechner an der TU-München zum Dr. Ing. promoviert.
Ehrenberger erhielt 1984 einen Ruf als Professor für Software-Engineering und Software-Sicherheit an der Fachhochschule Fulda, heute Hochschule Fulda, und gehörte damit zu den ersten Professoren des dort neu gegründeten Fachbereichs Angewandte Informatik. 2006 wurde er emeritiert, ist aber nach wie vor Lehrbeauftragter an der Hochschule Fulda und in verschiedenen Gremien tätig.
Forschungsschwerpunkte von Wolfgang Ehrenberger waren Verifikations- und Genehmigungsfragen von Software für sicherheitsrelevante Anwendungen. Insbesondere hat er an den Normen IEC 61508 und IEC 62443 mitgearbeitet und war Mitglied in den dafür relevanten nationalen und internationalen Arbeitsgruppen (IEC SC65AMT12, „Safe Software“; IEC SC65CWG13, „Communications Security Profiles for Process Control Systems“; IEC TC65WG10, „Cyber Security“). Zudem war und ist er im European Workshop on Industrial Computer Systems Reliability, Safety and Security (EWICS) engagiert und hat an der Erstellung der ersten Version der IEC 60880 mitgewirkt.
Wolfgang Ehrenberger ist seit 1961 Mitglied der Katholischen Deutschen Studentenverbindung Trifels und seit 1986 Mitglied der KDStV Adolphiana Fulda im Cartellverband (CV).

## Schriften
- Safety of Control Computer Systems (Safecomp 88). ISBN 0-08-036389-X (Editor).
- mit Janusz Zalewski: Hardware and Software for Real Time Process Control. North-Holland Publ., 1989, ISBN 0-444-87127-6.
- Computer Safety, Reliability and Security. Pergamon Press, 1998, ISBN 3-540-65110-1 (Editor).
- Software-Verifikation. Verfahren für den Zuverlässigkeitsnachweis von Software. Hanser 2002, ISBN 3-446-21624-3.
- Anforderungsprofil von Software wechseln – Versagenswahrscheinlichkeit bei bekannter Betriebserfahrung. atp edition Automatisierungstechnische Praxis, 1–2/2013, ISSN 2190-4111, S. 56–63.